# 1069
Cette page concerne l'année 1069  du calendrier julien. Pour l'année 1069 av. J.-C., voir 1069 av. J.-C.
L'année 1069 est une année commune qui commence un jeudi.

## Événements
- Février : Wang Anshi est nommé vice-Premier ministre de la Chine des Song[1]. Il inaugure une réforme de l'État en Chine qui tente de résorber la corruption qui règne dans l'administration et l'armée[2] (fin en 1076).
- Printemps : révolte du mercenaire normand Robert Crispin, retranché dans la forteresse de Maurokastron, dans le thème des Arméniaques contre Romain IV Diogène. L'empereur byzantin réprime le mouvement avant la Pentecôte (fin mai)[3].
  - Romain IV Diogène dégage la Cappadoce envahie par les Seljoukides, mais doit suspendre les opérations pour mater la révolte de Robert Crispin. Pendant qu’il marche vers le lac de Van, son lieutenant l'arménien Philarète Brachamios est battu par les Turcs, qui avancent jusqu’à Iconium. Romain parvient à les repousser[4].

- Le général Hamdanide Nasir al-Dawla menace de détrôner le calife fatimide d'Égypte Al-Mustansir Billah[5].

### Europe
- 28 janvier : Durham est prise par les Anglais révoltés contre l'occupation normande[6]. Robert de Comines et la garnison normande sont massacrés le 31 janvier[7].
- 28 février : mort de l'abbadide 'Al-Mu‘tadid. Son fils ‘Abbad III ou al-Mu‘tamid (1040-1095), lui succède comme roi de Séville (fin de règne en 1091)[8]. Il règne sur la plus grande partie du sud est de l’Espagne mais doit payer tribut à Alphonse VI de Castille.
- Février : Robert Fitz Richard et la garnison normande sont tués à York par les rebelles Anglais. Edgar Atheling entre dans la ville avec les Northumbriens, dont Mærle-Sveinn, Gospatrick et Arnkell[7].
- Mars : Guillaume le Conquérant, appelé par Guillaume Malet, marche vers le nord de l'Angleterre, reprend York et place Guillaume Fitz Osbern pour mettre la ville en défense, puis rentre à Winchester où il célèbre Pâques (12 avril)[7].
- 28 avril : Olaf III devient seul roi de Norvège à la mort de son frère Magnus II[9].
- 2 mai : Iziaslav est rétabli sur le trône de la Rus' de Kiev avec l'aide des troupes de son allié Boleslas II de Pologne ; Vseslav se réfugie à Polotsk[10]. Le moine Antoniy Petchersky, fondateur de la Laure des Grottes de Kiev, est chassé de Kiev par le prince Iziaslav, pour avoir encouragé la révolte qui a obligé le prince à fuir momentanément sa ville[11].
- 24 juin : les fils d'Harold II d'Angleterre débarquent une seconde fois dans le sud-ouest de l'Angleterre mais sont battus par le comte Brien de Bretagne[7].
- Fin de l'été : Sven Estridsen de Danemark envoie en Angleterre une flotte commandée par deux de ses frères. Il aborde la côte sud-est de l'Angleterre et ravage Douvres, Sandwich, Ipswich et Norwich[7].
- 8 septembre[12] : La flotte danoise aborde dans l'Humber.
- 21 septembre : Anglais et Danois prennent York d'assaut, détruisent les deux châteaux, tuant une centaine de Normands. Guillaume Malet est fait prisonnier[7].
- Septembre[13] : Concile de Mayence au sujet du divorce de l'empereur Henri IV du Saint-Empire[14]. Le légat du pape Pierre Damien refuse de l'entériner.
- Décembre : Guillaume le Conquérant réplique à la prise d'York par la dévastation du nord de l'Angleterre (the harrying of the north)[12] et en expropriant l’aristocratie anglo-saxonne (beaucoup choisissent l’exil) au profit des nobles normands. Edgar Atheling, prétendant au trône d’Angleterre, doit se réfugier en Écosse. Guillaume le Conquérant met à sac le Danelaw et la flotte danoise, privée de subsistance, promet de repartir au printemps suivant. Elle hiberne entre la Trent et l'Humber[7].
- 24 décembre : mort du duc Godefroy II le Barbu, duc de Basse et de Haute-Lotharingie[15]. Son fils Godefroy III le Bossu lui succède.
- 25 décembre : Guillaume le Conquérant passe Noël à York avant de marcher vers le Nord, jusqu'à l'embouchure de la Tees où il reçoit la soumission de Waltheof et de Gospatrick de Northumbrie, puis dévaste la région entre la Tyne et la Tees[7].

- Révolte communale du Mans[16]. Hugues d'Este est appelé d'Italie par la population pour devenir duc du Maine[17].